# Aleksandra Romanowa (1783–1801)
Aleksandra Pawłowna Romanowa (ur. 9 sierpnia 1783 w Petersburgu, zm. 16 marca 1801 w Wiedniu), wielka księżna Rosji, arcyksiężna Austrii.
Aleksandra była córką cara Pawła I (1754–1801) i jego drugiej żony, carowej Marii Fiodorownej, księżniczki wirtemberskiej (1759–1828), córki księcia Fryderyka Eugeniusza i księżniczki Fryderyki Doroty Zofii Brandenburg-Schwedt.
Edukację otrzymała w Rosji, uczyła się języka francuskiego i niemieckiego jak i muzyki i rysunku. Aleksandra była bardzo blisko związana ze swoją siostrą Jeleną, z którą bardzo często była przedstawiana na obrazach.
30 października 1799 roku w Budapeszcie wyszła za mąż za arcyksięcia Józefa Antoniego Habsburga (1776–1847), palatyna Węgier. Mąż Aleksandry był od niej o siedem lat starszy. Był siódmym synem cesarza Leopolda II i hiszpańskiej księżniczki Marii Ludwiki Burbon. Para zamieszkała w pałacu w Alcsúth. Kandydatem do jej ręki był również król Szwecji Gustaw IV.
Młoda para była dla siebie bardzo serdeczna, ale Aleksandra zmarła przy porodzie ich córki, Aleksandry (ur./zm. 1801) w Wiedniu. Arcyksiężna Aleksandra i jej córka zostały pochowane w specjalnie wzniesionej cerkwi w Üröm, na przedmieściach Budapesztu.